# Radymno
Radymno est une ville de Pologne, située dans le sud-est du pays dans la voïvodie des Basses-Carpates. Elle fait partie du powiat de Jarosław.